# Herrerasaures (infraordre)
Els herrerasaures (infraordre Herrerasauria) constitueixen el grup de dinosaures més antic conegut, les restes més antigues daten de fa 228 milions d'anys. Van desaparèixer a finals del període Triàsic. Eren dinosaures de mida petita i mitjana similars als teròpodes.

## Taxonomia
- ORDRE SAURISCHIA
  - ?SUBORDRE THEROPODA
    - INFRAORDRE HERRERASAURIA
      - Família Staurikosauridae
        - Staurikosaurus

      - Família Herrerasauridae
        - ?Caseosaurus
        - Chindesaurus
        - Herrerasaurus